# Allan Scott (sceneggiatore)
Allan Scott, pseudonimo di Allan George Shiach (Elgin, 16 settembre 1939), è uno sceneggiatore e produttore cinematografico britannico.
Ha usato anche lo pseudonimo Andrew Meredith.

## Filmografia

### Sceneggiatore

#### Cinema
- Intrigo pericoloso (The Man Who Had Power Over Women), regia di John Krish (1970)
- A Venezia... un dicembre rosso shocking (Don't Look Now), regia di Nicolas Roeg (1973)
- The Girl from Petrovka, regia di Robert Ellis Miller (1974)
- Delitto in silenzio (The Spiral Staircase), regia di Peter Collinson (1975)
- Joseph Andrews, regia di Tony Richardson (1977)
- Appuntamento con l'oro (Golden Rendezvous), regia di Ashley Lazarus e Freddie Francis (1977) - non accreditato
- Alla 39ª eclisse (The Awakening), regia di Mike Newell (1980)
- L'avventura di Martin (Martin's Day), regia di Alan Gibson (1985)
- D.A.R.Y.L., regia di Simon Wincer (1985)
- Castaway, la ragazza Venerdì (Castaway), regia di Nicolas Roeg (1986)
- La notte dello sciamano (Apprentice to Murder), regia di Ralph L. Thomas (1988)
- Chi ha paura delle streghe? (The Witches), regia di Nicolas Roeg (1990)
- Oscuri presagi (Cold Heaven), regia di Nicolas Roeg (1991)
- Morti oscure (Two Deaths), regia di Nicolas Roeg (1995)
- Uno sguardo dal cielo (The Preacher's Wife), regia di Penny Marshall (1996)
- Amare per sempre (In Love and War), regia di Richard Attenborough (1996)
- Regeneration, regia di Gillies MacKinnon (1997)
- Il quarto angelo (The Fourth Angel), regia di John Irvin (2001)
- Minsky, regia di Sam Barlow (2022)

#### Televisione
- Adam Faith Sings Songs Old and New - serie TV, 6 episodi (1962)
- Special Branch - serie TV, episodio 3x05 (1973)
- Un'ombra sul sole (Beryl Markham: A Shadow on the Sun), regia di Tony Richardson - film TV (1988)
- Fallen Angels - serie TV, episodio 2x03 (1995)
- Sansone e Dalila (Samson and Delilah), regia di Nicolas Roeg - miniserie TV (1996)
- La regina degli scacchi (The Queen's Gambit), regia di Scott Frank - miniserie TV (2020)

### Produttore

#### Cinema
- Taffin, regia di Francis Megahy (1988)
- Oscuri presagi (1991)
- Piccoli omicidi tra amici (1994)
- Morti oscure (1995)
- True Blue - Sfida sul Tamigi (1996)
- Regeneration (1997)
- The Match (1999)
- Grizzly Falls (1999)
- Il quarto angelo (2001)
- Fancy Dancing (2002)
- Darkness Falling (2003)
- Almost Heaven (2006)